# Buick Lucerne
Der Buick Lucerne ist eine Limousine mit Frontantrieb des amerikanischen Automobilherstellers Buick von General Motors, die von Anfang 2005 bis Mitte 2011 angeboten wurde. 
Er war in diesen Jahren das Spitzenmodell von Buick und als solcher Nachfolger des Buick Park Avenue.

## Geschichte
Der auf dem Automobilsalon von Chicago im Februar 2005 erstmals vorgestellte Lucerne ersetzte sowohl den Buick LeSabre wie seinerzeit auch den als Spitzenmodell in der Modellpalette angesiedelten Buick Park Avenue. Der Lucerne basiert auf der G-Plattform von General Motors, die auch beim Pontiac Bonneville des Jahres 2005 Verwendung fand. 
Der Lucerne wird vom hauseigenen 3,8-Liter-V6-Motor oder alternativ vom Cadillac-Northstar-V8 angetrieben und war damit das erste Buick-Modell, das ab dem Produktionsende des Buick Roadmaster im Jahr 1996 wieder von einem Achtzylinder-Motor angetrieben wird. Gegen Aufpreis war der Lucerne mit einem aktiven Fahrwerk (Magnetic Ride Control) wie beim Chevrolet Corvette erhältlich.
In Fortführung einer auf die späten 1940er Jahre zurückgehenden Buick-Tradition besitzt der Lucerne an den vorderen Kotflügeln kleine Luftauslässe – die von Buick so genannten Ventiports – welche bei diesem Modell jedoch tatsächlich funktionsfähig sind und dazu beitragen, heiße Luft aus dem Motorraum abzuleiten. Beim Sechszylinder sind es insgesamt sechs und bei der Achtzylinderversion acht an der Zahl.
Angeboten wurde der Lucerne in den Ausstattungsvarianten CX und CXL (mit Sechszylindermotor) und als CXS mit V8-Motor.

Anfang 2008 erhielt der Buick Lucerne eine Modellpflege mit einem verchromten „Wasserfallgrill“ und einem leistungsgesteigerten 4,6-l-V8-Motor (vorher 205 kW, dann 218 kW). 2009 ergänzte noch eine 3,9-l-V6-Maschine mit 179 kW das Motorenangebot.

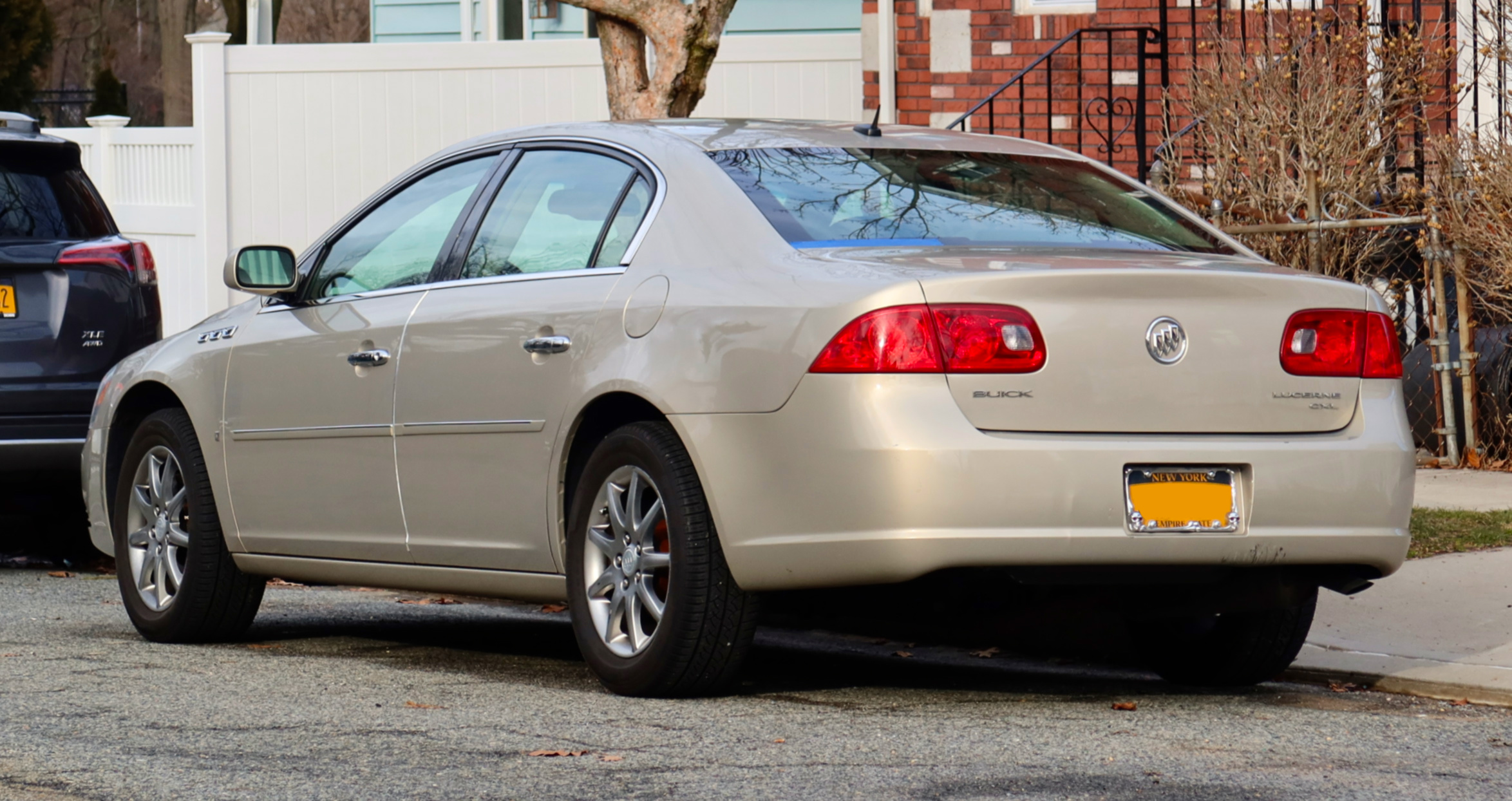
Heckansicht
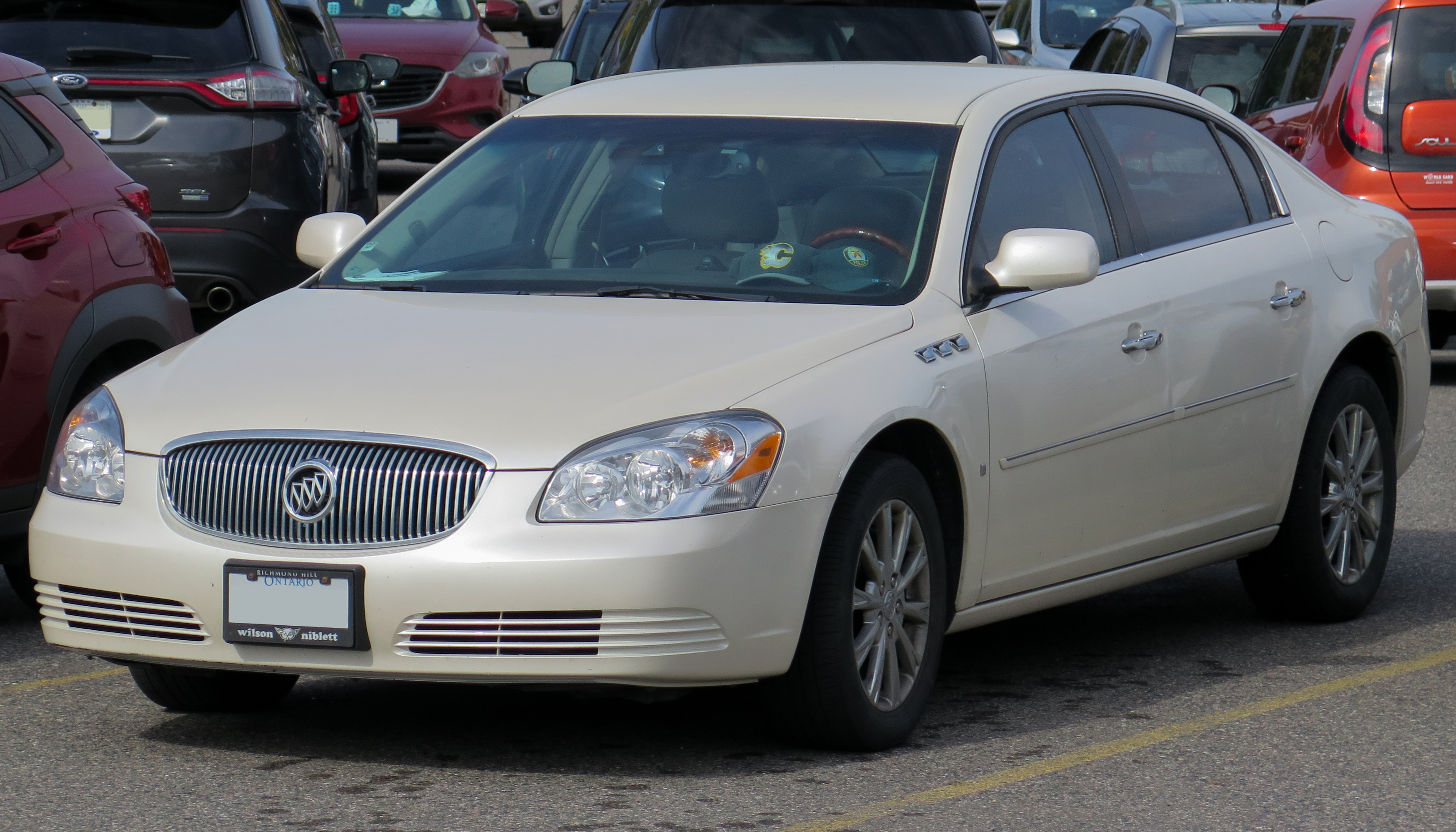
Buick Lucerne (2008–2011)
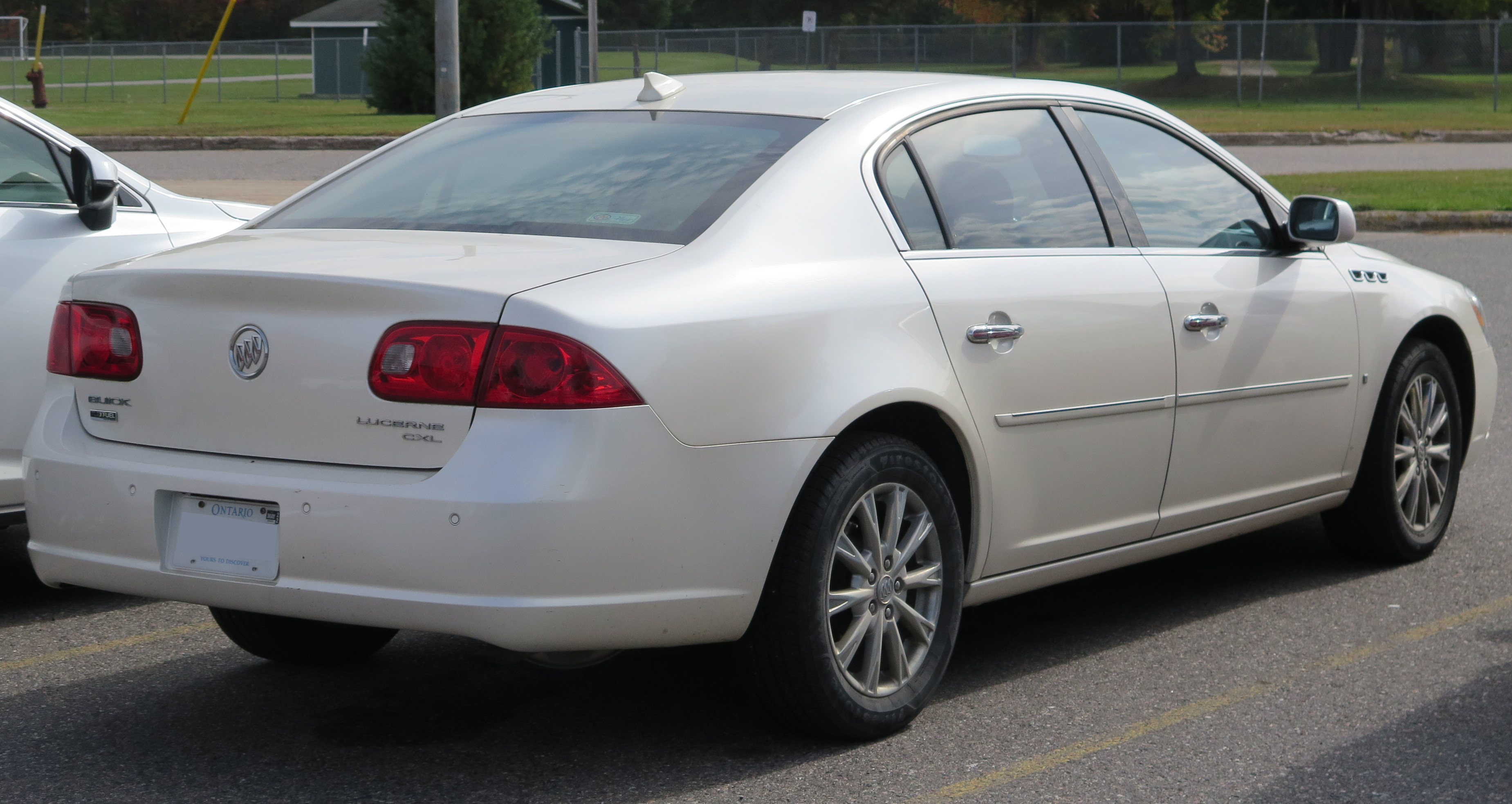
Heckansicht

## Produktionsende
Am 15. Juni 2011 wurde die Produktion des Lucerne beendet.
Im Zuge der Einsparungen bei General Motors blieb er ohne Nachfolger. Spitzenmodell bei Buick wurde damit das nächstkleinere Modell Buick LaCrosse.

## Motoren
| Hubraum | Motorbauart | Leistung            | Drehmoment          | Modelljahre |
| ------- | ----------- | ------------------- | ------------------- | ----------- |
| 3,8 l   | V6          | 147 kW bei 5200/min | 308 Nm bei 3800/min | 2005–2008   |
| 4,6 l   | V8          | 205 kW bei 6000/min | 400 Nm bei 4400/min | 2005–2008   |
| 4,6 l   | V8          | 218 kW bei 6300/min | 390 Nm bei 4500/min | 2008–2011   |
| 3,9 l   | V6          | 179 kW bei 5700/min | 325 Nm bei 3200/min | 2009–2011   |

## Verkaufszahlen
| Kalenderjahr | Verkäufe |
| ------------ | -------- |
| 2005         | 8.821    |
| 2006         | 96.515   |
| 2007         | 82.923   |
| 2008         | 54.930   |
| 2009         | 31.292   |
| 2010         | 26.459   |
| 2011         | 20.358   |

Die Verkaufszahlen zeigen, nach einem flotten Beginn in den Jahren 2006 und 2007, einen ständigen Rückgang der Nachfrage. General Motors hat sich deshalb zur Streichung dieser Baureihe entschlossen.